# خوان د. رييس
خوان د. رييس (بالإنجليزية: Juan D. Reyes)‏ هو محامي أمريكي، ولد في 12 مارس 1968.